# Tranvia Monza-Trezzo-Bergamo
La tranvia Monza-Trezzo-Bergamo era una linea tranviaria interurbana che collegava Monza a Bergamo tra il 1890 e il 1958.
Dopo la chiusura della tranvia Milano-Vittuone fu l'ultima interurbana a vapore in esercizio della Lombardia, nonché l'ultima in Italia ad impiegare tram ad accumulatori.

## Storia

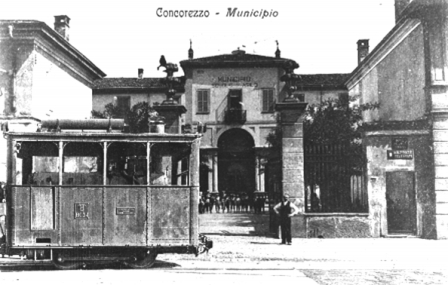
Concorezzo, municipio

A seguito dell'apertura della Milano-Monza, avvenuta nel 1877, e di altre linee tranviarie interurbane a trazione meccanica nella provincia di Milano, come la Milano-Saronno-Tradate e la Milano-Vaprio, furono avanzate alcune proposte per la costruzione di una linea fra Monza e Bergamo. Tutti i progetti erano tuttavia vincolati alla costruzione del ponte sull'Adda presso Trezzo che fu completato nella seconda metà degli anni ottanta. Di conseguenza, solo l'11 novembre 1888 fu istituita la Società Anonima per la Tranvia Monza-Trezzo-Bergamo (MTB), la quale il 15 marzo dell'anno seguente presentò domanda ad entrambe le deputazioni provinciali competenti (Bergamo e Milano) per costruire ed esercire l'omonima tranvia.
La domanda di concessione fu accolta il 10 dicembre 1889. Essa avrebbe avuto durata cinquantennale, con scadenza il 1º luglio 1939, rinnovabile in seguito annualmente.
La tranvia fu aperta il 1º luglio 1890. Tra le sue peculiarità: la stazione di testa presso Monza era posta all'interno del piazzale binari della stazione ferroviaria, fra la linea per Chiasso e quella per Lecco, mentre una parte del tracciato tra Concorezzo e Vimercate correva a fianco della interurbana Milano-Vimercate gestita dalla Tramways a Vapore Interprovinciali di Milano, Bergamo e Cremona (TIP). Solo un accordo fra le due società permise, nel 1903, di istituire un binario di raccordo a Vimercate all'esclusivo fine di consentire il trasporto cumulativo di merci.

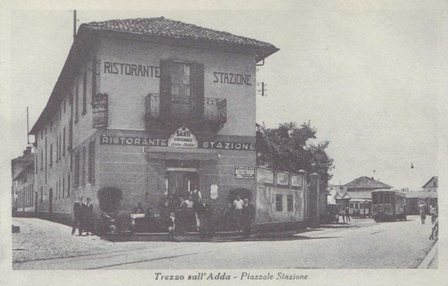
Trezzo, stazione tram

Allo scopo di affrontare la concorrenza delle tranvie elettriche della STEL e del trasporto su gomma, nel 1925 la MTB propose al Governo un progetto di elettrificazione del tronco Monza-Trezzo, comprensivo di alcune rettifiche di tracciato. Tuttavia, le autorità chiesero che lo studio fosse esteso a tutta la linea, per cui fu ripresentato un progetto più ambizioso il quale contemplava la possibilità di effettuare il trasporto cumulativo di merci con le linee ferroviarie statali, sfruttando la posizione favorevole della stazione capolinea monzese. Sia il Governo sia gli enti locali rigettarono la proposta, considerandola troppo onerosa.
Il 1º luglio 1939 l'ATM si prese in carico la gestione della linea, che il comune di Milano aveva acquistato dalla MTB nei mesi precedenti.
Il 28 luglio 1952 fu sospeso il servizio sul ponte di Trezzo in quanto l'opera d'arte in ferro costruita negli anni ottanta del secolo precedente sarebbe stata sostituita da un più moderno manufatto in calcestruzzo. Fu questo il primo atto della dismissione della linea: il 31 gennaio dell'anno seguente fu soppresso il servizio fra Capriate e Bergamo, dopo che negli ultimi mesi l'esercizio era stato esclusivamente a vapore in quanto le stazioni di ricarica delle automotrici si trovavano a Trezzo e a Monza. Il servizio sul tratto rimanente fu soppresso il 28 giugno 1958 per essere sostituito da autocorse il giorno successivo.

## Caratteristiche
La linea era una tranvia interurbana a binario unico a scartamento ordinario di 1445 mm. La sua lunghezza era pari a 37,206 km.
Per quanto riguarda l'armamento, furono adottate delle rotaie di tipo Vignoles con peso per metro lineare differente per le diverse tratte: la gamma andava dai 22 kg/m ai 30 kg/m.

### Percorso
| Unknown route-map component "uexKBHFa" |

| Unknown route-map component "uexWBRÜCKE1" |

| Unknown route-map component "uexWBRÜCKE1" |

| Unknown route-map component "uexDST" |

| Unknown route-map component "CONTgq" | Unused waterway under railway bridge | Unknown route-map component "CONTfq" |

| Unknown route-map component "uexBHF" |

| Unknown route-map component "uexCONTgq" | Unknown route-map component "uexdSTRq" + Unknown route-map component "uexSTR+r" | Unknown route-map component "uexABZg+r" | Unknown route-map component "d" |  |

| Unknown route-map component "d" | Unknown route-map component "uexvSTR" + Unknown route-map component "MASK-c3" + Unknown route-map component "uexlvBHF" |  |

| Unknown route-map component "uexBHF" |

| Unknown route-map component "uexBHF" |

| Unknown route-map component "uexBHF" |

| Unknown route-map component "uexBHF" |

| Unknown route-map component "uexhKRZWae" |

| Unknown route-map component "uexBHF" |

| Unknown route-map component "uexKBHFaq" | Unknown route-map component "uexABZgr" |  |

| Unknown route-map component "uexBHF" |

| Unknown route-map component "uexBHF" |

| Unknown route-map component "uexBHF" |

| Unknown route-map component "uexBHF" |

| Unknown route-map component "uexHST" |

|  | Unknown route-map component "uexABZgl" | Unknown route-map component "uexKBHFeq" |

| Unknown route-map component "uexBHF" |

| Unknown route-map component "uexBHF" |

| Unknown route-map component "CONTgq" | Unused waterway under railway bridge | Unknown route-map component "CONTfq" |

| Unknown route-map component "uexKBHFe" |

Il capolinea originario era inizialmente posto in via Enrico da Monza, ma nel 1892 fu riposizionato all'interno del piazzale della stazione ferroviaria di Monza. La tranvia usciva quindi dal piazzale per percorrere un tratto in sede propria a fianco di via Azzone Visconti. Scavalcato il ponte in ferro sul canale scolmatore Lambretto, la tranvia affiancava il deposito del materiale rotabile di via Grassi e quindi proseguiva in sede propria accanto alla linea ferroviaria per Lecco (dal 1912 anche quella per Molteno) fino all'incrocio con via Bergamo. In questo punto, la tranvia sottopassava un'abitazione privata e quindi si immetteva in via Canova, che avrebbe percorso in sede promiscua fino all'incrocio con via Libertà.

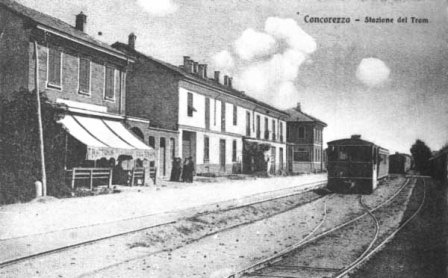
Concorezzo, stazione tranviaria

Percorrendo via Libertà, la tranvia inizialmente attraversava a raso i binari della linea ferroviaria per Lecco: solo nel 1894 fu aperto il sottopasso. La linea quindi proseguiva in sede promiscua lungo la provinciale Monza - Trezzo in direzione di Concorezzo il cui abitato veniva aggirato a settentrione percorrendo via Dante Alighieri. Il raddoppio concorezzese era dotato di rifornitore per le locomotive a vapore.
Poco dopo l'abitato di Concorezzo, il percorso della tranvia veniva affiancato da quello dell'interurbana proveniente da Milano e Cascina Gobba e gestito nel tempo da diverse società, come la TIP e la STEL. Prima che quest'ultima linea fosse elettrificata (anni venti), le due tranvie si affiancavano presso l'incrocio tra via Aligheri e via Libertà, mentre in seguito, con lo spostamento del percorso della seconda all'esterno del centro abitato, l'accostamento si verificava presso l'innesto di via Volta.
Le due tranvie proseguivano quindi una a fianco dell'altra, su un percorso a sede riservata posto a destra della provinciale, giungendo al centro di Vimercate, presso Piazza Marconi, dove ognuna aveva il proprio raddoppio di binario. All'ingresso della piazza era posta l'unica comunicazione fra le due interurbane: istituita nel 1903, grazie ad un accordo tra la TIP e la MTB, stando al Cornolò non fu mai impiegata per relazioni passeggeri, ma solo per lo scambio di materiale rotabile e per l'espletamento del trasporto cumulativo di merci.

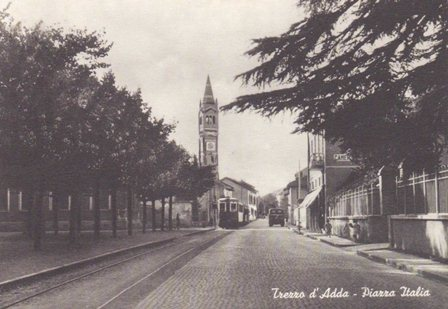
Trezzo, binario in piazza Italia

Uscita da piazza Marconi, la tranvia si immetteva in via Galbussera e quindi riprendeva il suo percorso in sede riservata sulla provinciale per Trezzo, attraversando in successione gli abitati di Bellusco e Busnago.
A Trezzo, il raddoppio era dotato di rifornitore, binari tronchi per il ricovero del materiale rotabile e di una rimessa locomotive. La tranvia varcava l'Adda rimanendo al centro del ponte a travate metalliche costruito negli anni ottanta del XIX secolo, giungendo a Capriate. Dal raddoppio a servizio di questo paese si dipartiva un raccordo diretto a Crespi d'Adda presso lo stabilimento. Inizialmente l'asta era coperta sia da un servizio merci sia da un servizio passeggeri, ma a partire dal 1908 quest'ultimo fu sospeso.

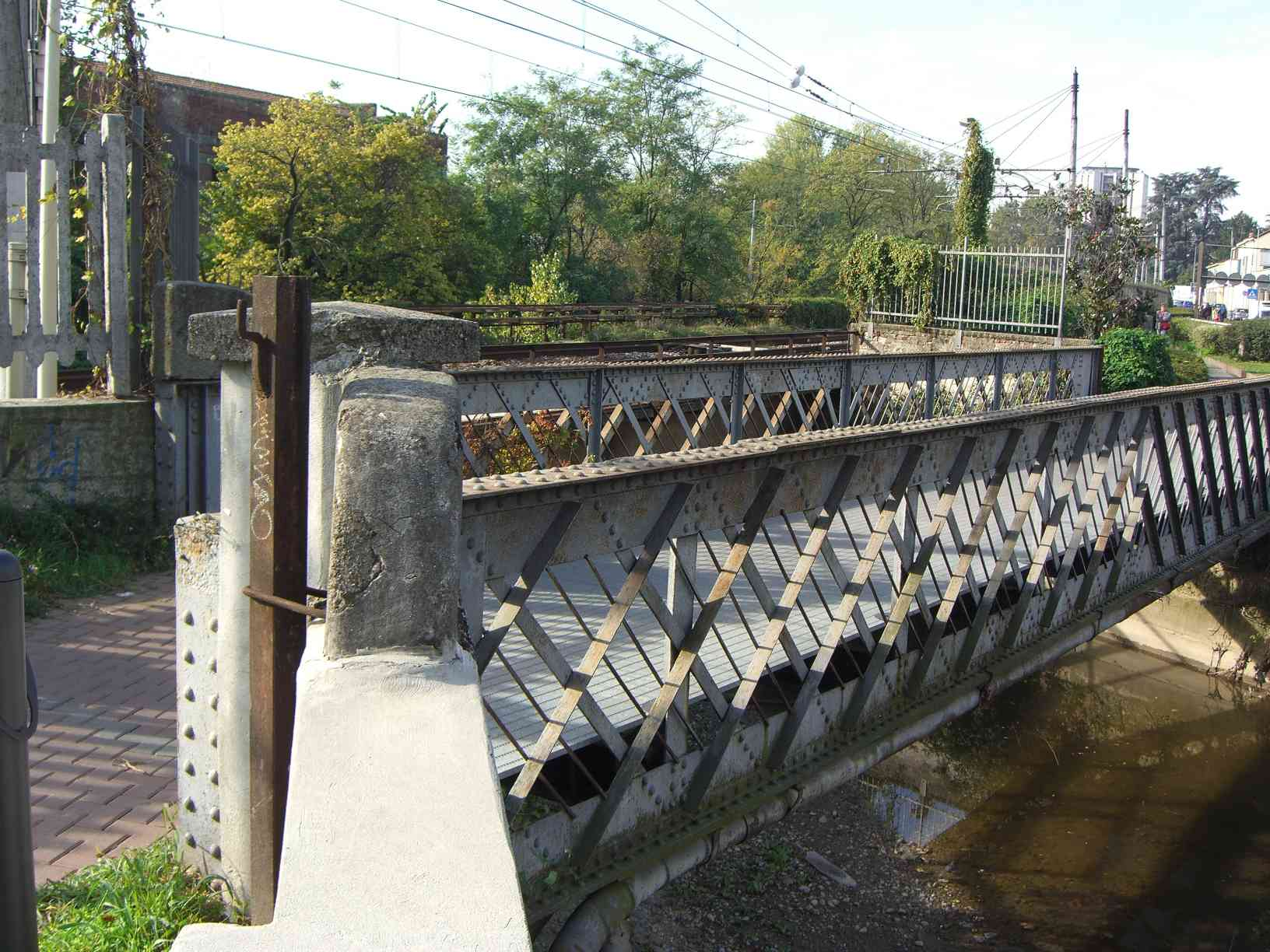
Ponte tranviario sul Lambretto

Da Capriate la tranvia proseguiva diretta a Brembate di Sotto lungo un percorso in sede promiscua posta a destra di via Vittorio Veneto. A Brembate la linea si riportava sulla sinistra ed attraversava il centro abitato percorrendo delle strade strette e tortuose che resero necessario limitare la velocità dei convogli. In questo centro abitato la linea scavalcava il Brembo tramite un ponte, anch'esso di limitata larghezza.
Presso la località Boltiere, la linea si immetteva lungo la provinciale Milano - Bergamo (poi Strada statale 525 del Brembo) in direzione del capoluogo orobico, percorrendola in sede promiscua a sinistra della stessa. In successione la tranvia affiancava Osio Sotto, Osio Sopra, Dalmine, Sforzatica, Lallio e Grumello. Presso Dalmine, nel 1947 fu costruita un'asta lungo via Locatelli allo scopo di istituire un servizio vicinale a favore delle maestranze operaie del vicino stabilimento.
Dopo Grumello, il percorso della tranvia giungeva nel territorio del comune di Bergamo. Essa percorreva via Moroni e, in sede riservata, il percorso di via dei Caniana, allora non esistente, sottopassando quindi le linee ferroviarie per Seregno e Lecco. Giunta in via San Giorgio, si immetteva lungo via Paleocapa dove era posto il raddoppio terminale. Il deposito del materiale rotabile presso la città orobica era posizionato nei pressi di via dei Caniana.

## Materiale rotabile
Fra le locomotive impiegate figurava la ex n. 1 - Como delle Ferrovie Nord Milano, una 3 assi del 1880 di costruzione Maschinenfabrik di Esslingen che era stata rinominata Massa Marittima nel 1904 in seguito all'acquisto da parte della FMF, concessionaria della Ferrovia Massa Marittima-Follonica.

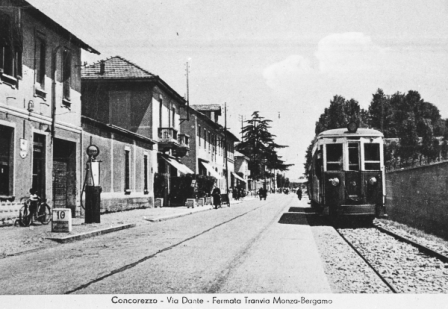
Elettromotrice a Concorezzo

La forte asimmetria dei volumi di traffico della linea, elevata nelle ore di punta e scarsa in quelle di morbida, rendeva poco conveniente la trazione a vapore. Nel 1932, oltre ad una locomotiva Breda a tre assi acquisita dalla tranvia Bergamo-Trescore-Sarnico, furono acquistate delle automotrici ad accumulatori le quali coniugavano la flessibilità di esercizio dei tram elettrici al vantaggio di poter mantenere l'infrastruttura esistente, non dovendo costruire gli impianti per l'alimentazione aerea. I primi tre modelli furono prodotti dalla Carminati & Toselli con motorizzazione TIBB.
Due anni dopo, la dismissione delle tranvie Mantova-Asola e Mantova-Viadana, funzionanti con lo stesso sistema, permise alla MTB di acquistare altre quattro automotrici ad accumulatori prodotte dalla Rognini & Balbo, le quali furono soprannominate dal personale come le Mantovane. Ai nuovi mezzi furono affidati i servizi in morbida, mentre le vaporiere rimasero per il traino dei treni più affollati della giornata, oltre che per il servizio merci.
La locomotiva a vapore n. 34, acquistata dalla tranvia Milano-Gallarate, è conservata presso il museo nazionale della scienza e della tecnica di Milano.
Nel dicembre 1948 il parco rotabili era composto da dieci locomotive a vapore, sette elettromotrici ad accumulatori, quarantacinque carrozze (di cui quattro a carrelli), quarantacinque carri merce aperti, venticinque carri chiusi, due pianali con bilico e una gru.

### Materiale motore - prospetto di sintesi
| Unità   | Anno di costruzione | Costruttore            | Tipo                        | Note |
| ------- | ------------------- | ---------------------- | --------------------------- | --- |
| 1÷4     | 1889-1890           | Krauss                 | a 2 assi                    | |
| 5       | 1891                | Henschel               | a 2 assi                    | |
| 6       | 1893                | Henschel               | a 2 assi                    | |
| 7÷8     | 1895                | Breda                  | a 2 assi                    | |
| 9÷12    | 1909-1910           | Krauss                 | a 3 assi                    | |
| 6 (II)  | 1892                | Henschel               | a 2 assi                    | ex TIP                                                                                                   |
| 2 (II)  | 1913                | Breda                  | a 3 assi                    | ex tranvia Bergamo-Trescore-Sarnico                                                                      |
| 2 (III) |                     | Greco                  | a 3 assi                    | ricostruzione                                                                                            |
| 14      | 1908                | Krauss                 | a 3 assi                    | ex tranvia Bologna-Casalecchio-Vignola                                                                   |
| 22      | 1903                | Greco                  | a 3 assi                    | ex SFSM di Domodossola, ricostruita dalla Greco sulla base di una locomotiva Krauss a scartamento 750 mm |
| 24÷25   | 1910                | Henschel               | a 3 assi                    | ex STV                                                                                                   |
| 32      | 1881                | Henschel               | a 2 assi                    | ex TIP                                                                                                   |
| 34      | 1909                | Henschel               | a 2 assi                    | ex tranvia Milano-Gallarate                                                                              |
| 4 (II)  | 1880                | Kessler                | a 3 assi                    | ex STV, costruita originariamente per la tranvia Como-Fino-Saronno                                       |
| 21      | 1903                | Henschel               | a 2 assi                    | ex STV                                                                                                   |
| 64      | 1908                | Tubize                 | a 3 assi                    | ex MMC, costruita originariamente per la TIP                                                             |
| 80      | 1911                | Tubize                 | a 3 assi                    | ex MMC, costruita originariamente per la TIP                                                             |
| 82      | 1909                | St. Léonard            | a 2 assi                    | ex MMC, costruita originariamente per la SFT                                                             |
| 65      | 1909                | Borsig                 | a 3 assi                    | ex MMC, costruita originariamente per la TIP                                                             |
| 68      | 1909                | Borsig                 | a 3 assi                    | ex MMC, costruita originariamente per la TIP                                                             |
| 70      | 1909                | Borsig                 | a 3 assi                    | ex MMC, costruita originariamente per la TIP                                                             |
| 71      | 1909                | Borsig                 | a 3 assi                    | ex MMC, costruita originariamente per la TIP                                                             |
| A1÷A3   | 1932                | Carminati&Toselli-TIBB | automotrici ad accumulatori | |
| A4÷A7   | 1927                | Rognini&Balbo-TIBB     | automotrici ad accumulatori | ex TPM                                                                                                   |